# Avrig - Scorei - Făgăraș
Avrig - Scorei - Făgăraș este o zonă protejată (arie de protecție specială avifaunistică - SPA), situată în centrul României, pe teritoriile administrative ale județelor Brașov și Sibiu.

## Localizare
Aria naturală se află în extremitatea vestică a județului Brașov (pe teritoriile administrative ale comunelor Beclean, Ucea, Viștea și Voila și pe cel al municipiului Făgăraș) și cea estică a județului Sibiu (pe teritoriile comunelor Arpașu de Jos, Cârța și Porumbacu de Jos și pe cel al orașului Avrig), în imediata apropiere (de-a lungul drumului național DN1, de la Făgăraș până la Avrig) a drumului național DN1, care leagă municipiul Brașov de Sibiu.

## Descriere
Zona a fost declarată Arie de Protecție Specială Avifaunistică prin Hotărârea  de Guvern nr. 1284 din 24 octombrie 2007 (privind declararea ariilor de protecție specială avifaunistică ca parte integrantă a rețelei ecologice europene Natura 2000 în România) și se întinde pe o suprafață de 2.943,7 hectare.
Aria protejată reprezintă o zonă naturală (bioregiune continentală) ce  asigură condiții de hrană, cuibărit și viețuire pentru mai multe specii de păsări migratoare, de pasaj sau sedentare, aflate pe coridorul de migrație a râului Olt.

## Biodiversitate
Situl Avrig - Scorei - Făgăraș prezintă o arie naturală cu o diversitate floristică și faunistică ridicată, exprimată atât la nivel de specii cât și la nivel de ecosisteme terestre, precum și diverse clase de habitate (râuri, lacuri, mlaștini, turbării, pășuni, fânețe și terenuri arabile).

### Specii de păsări

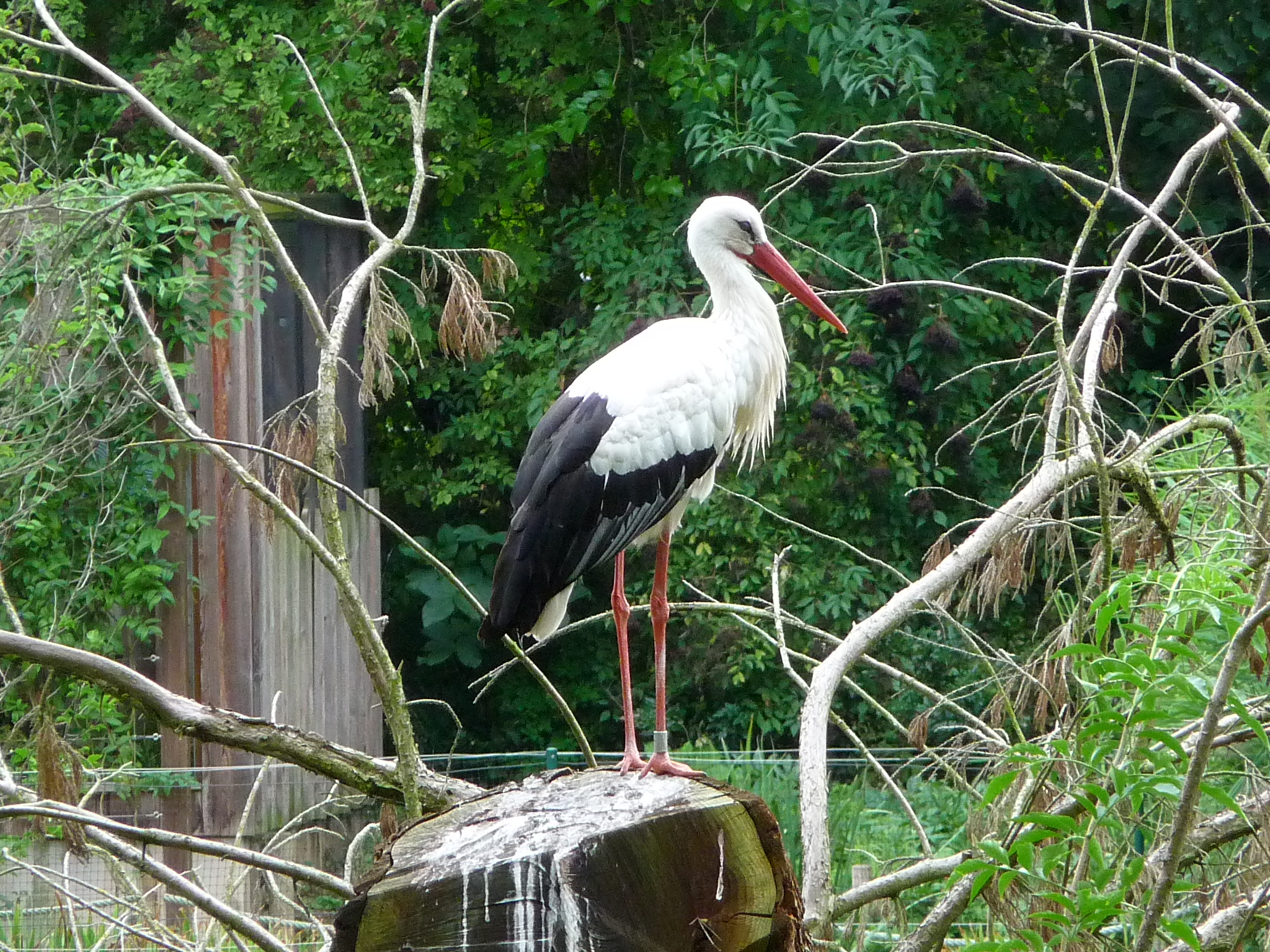
Barză albă (Ciconia ciconia)

În arealul ariei protejate sunt semnalate mai multe specii de păsări, dintre care: stârc cenușiu (Ardea cinerea), acvilă-țipătoare-mică (Aquila pomarina), cristel de câmp (Crex crex), barză albă (Ciconia ciconia), rață pestriță (Anas strepera), rață mare (Anas platyrhynchos), rață mică (Anas crecca), erete vânăt (Circus cyaneus), sticlete (Carduelis carduelis), cânepar (Carduelis cannabina), drepnea neagră (Apus apus), presură bărboasă (Emberiza cirlus), uliu (Accipiter nisus), rândunica de hambar (Hirundo rustica), ciocănitoarea de stejar (Dendrocopos medius), presură bărboasă (Emberiza cirlus), presură de grădină (Emberiza hortulana), presură de stuf (Emberiza schoeniclus) sau scatiu (Carduelis spinus).

## Căi de acces
- Drumul național DN1  pe ruta:  Brașov - Făgăraș - Avrig.
- Drumul național DN1  pe ruta:  Sibiu - Avrig  - Făgăraș.

## Monumente și atracții turistice
În vecinătatea ariei naturale se află mai multe obiective de interes istoric, cultural și turistic (mănăstiri, biserici, cetăți, muzee, case memoriale); astfel:
- Biserica Nașterea Domnului din Sărata, monument istoric de secol 19 (1806);
- Biserica evanghelică fortificată, construită în 1270–1280 și fortificată în secolul XVI;
- Biserica Duminica Floriilor din Avrig, construită în 1762, pictată de Frații Ionașcu și Pana cu fresce interioare și exterioare;
- Biserica fortificată din Cincu - (secolul al XII-lea);

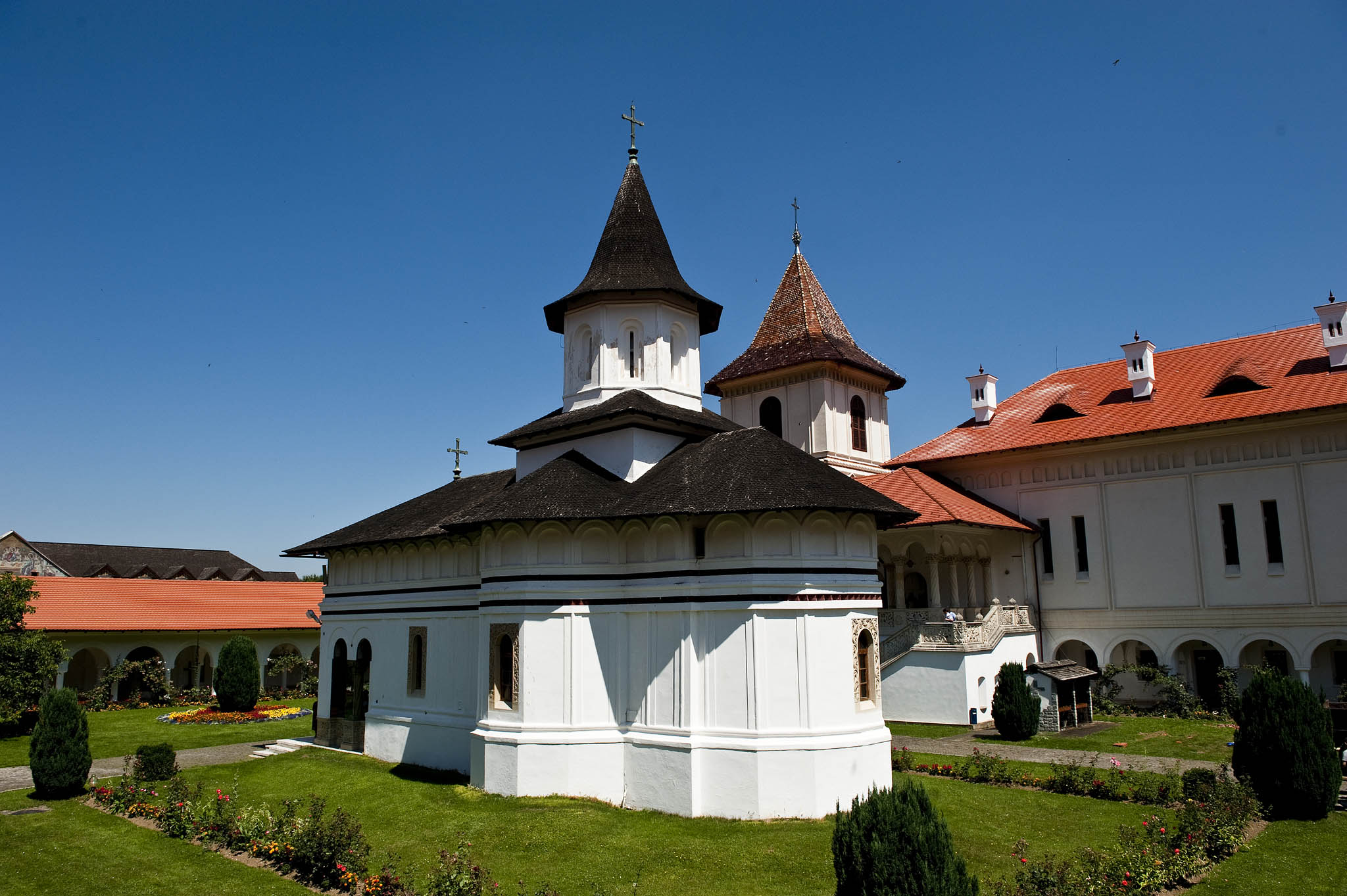
Mănăstirea Sâmbăta

- Mănăstirea Cârța, care aparținea ordinului monastic catolic cistercian, din satul Cârța (1202);
- Biserica fortificată din Cincșor - (secolul al XIV-lea);
- Mănăstirea Sâmbăta de Sus, din satul Sâmbăta de Sus, construită în 1657;
- Biserica Buna Vestire din Viștea de Sus, construcție 1848, monument istoric;
- Biserica „Sf. Nicolae” din Făgăraș, construită în 1697 de Constantin Brâncoveanu;
- Biserica Sfinții Arhangheli din Calbor;
- Biserica Sfântul Nicolae din Calbor;
- Biserica Sfântul Ierarh Nicolae din Voivodenii Mici;
- Biserica Adormirea Maicii Domnului din Voivodenii Mari;
- Biserica fortificată din Cincșor;
- Biserica Franciscană din Făgăraș, cunoscută de localnici sub numele de Biserica Paterilor (1737), situată pe strada Vasile Alecsandri la numărul 1;
- Casa Memorială „Badea Cârțan”, din satul Cârțișoara;
- Palatul de vară Brukenthal, construit în 1771 în stil baroc, ca reședință de vară a baronului Samuel von Brukenthal, guvernatorul Transilvaniei;
- Cetatea Făgărașului